# Józef Bar
Józef Bar (ur. 24 stycznia 1898, zm. 12 grudnia 1959) – polski rolnik, Sprawiedliwy wśród Narodów Świata.

## Życiorys
Wraz z żoną Julią (z domu Szpytma, ur. 1 stycznia 1902) w czasie II wojny światowej mieszkali w miejscowości Markowa (woj. podkarpackie). Mieli córkę Janinę. Rodzina ukrywała żydowską rodzinę Riesenbach.
Był niezamożnym rolnikiem, żyjącym w ciągłym strachu o środki do życia z powodu narzuconych przez niemieckiego okupanta kontyngentów. Mimo to, późną jesienią 1942 r. wraz z żoną zdecydował się przyjąć pod swój dach swoich sąsiadów ze wsi, Józefa i Idę Riesenbachów, którzy ostrzeżeni przez polskiego policjanta uciekali przed Niemcami. Z czasem u Józefa i Julii pojawiła się trójka żydowskich dzieci Riesenbachów: Joel, Mania i Genia, ukrywane dotychczas u innego gospodarza. Pomimo trudnych warunków aprowizacyjnych, Barowie pomagali im jak tylko mogli. Żydzi byli ukrywani na strychu domu Józefa, dokąd jego córka przynosiła jedzenie i wynosiła nieczystości. W chwilach zagrożenia, gdy Niemcy przeprowadzali rewizje, chowali się w piwnicy lub specjalnie wybudowanej dla nich kryjówce. Riesenbachowie przetrwali okres okupacji i pozostawali u Barów aż do 1944 r., gdy we wsi pojawiły się wojska sowieckie.
We wsi Markowa Żydów ukrywała również rodzina Ulmów, zamordowana przez Niemców w wyniku denuncjacji.
30 sierpnia 1999 r. Józef Bar wraz z żoną Julią i córką Janiną zostali uhonorowani przyznanym przez instytut Jad Waszem medalem Sprawiedliwy wśród Narodów Świata.